# 哈特维尔 (怀俄明州)
哈特维尔（英語：Hartville）是美国怀俄明州普拉特县下属的一座城鎮。该鎮的人口在2000年为76人，2010年有62，2011年则估计有63人。